# Costantino II di Torres
Costantino II di Torres (XII secolo – 1198) è stato giudice di Torres dal 1186 (o dal 1191) fino al 1198. Apparteneva alla dinastia dei Lacon-Gunale de Thori.
Figlio del precedente giudice Barisone II di Torres, prese il potere nel 1186 dopo la sua abdicazione, attuata per ritirarsi in un convento della Sicilia.
Costantino II proseguì l'opera antipisana del padre tanto da inimicarsi la Chiesa la quale, dopo una sommaria istruttoria ad opera dell'arcivescovo di Pisa, inviato papale, comminò la scomunica.
Alleatosi con il giudice di Cagliari Guglielmo I Salusio IV, invase il giudicato di Arborea, cacciando i regnanti. Presto però i due giudici ruppero l'alleanza e il giudice di Cagliari Guglielmo I Salusio IV di Lacon Massa, detto il "terribile",  invase il Goceano ed espugnò il castello di Burgos, dove rapì Prunisinda, moglie  di Costantino, che poi morì di stenti nella capitale cagliaritana di Santa Igia.
Costantino II morì senza eredi nel 1198. La Corona de Logu nominò Giudice suo fratello Comita.